# Marcus Hansson
Marcus "Bubben" Hansson, född 18 oktober 1969 i Borås, är en svensk världsmästare i motocross, 500cc 1994 på en Honda. Hansson körde för klubben FMCK Borås och är numera tränare i samma klubb. Har även varit Nordisk Mästare och Svensk Mästare under sin karriär.
Marcus Hansson började köra motocross vid 10 års ålder på Borås motocrossbana som låg på Bråt träningsfält som tillhörde regementet I15. Vid 15 års ålder vann han sin första tävling och utvecklades snabbt. Vid 18 års ålder deltog han i Motocross-VM i 250cc och 1990 blev Hansson svensk mästare i samma klass. Åren därefter bytte han till 500cc och blev 1994 världsmästare. En skada i en supercrosstävling 1995 tvingade Hansson att sluta tävla.
Marcus har en aldre bror Joakim Hansson som även han tävlade i motocross för FMCK Borås.